# Vichtenstein
Vichtenstein  ist eine Gemeinde in Oberösterreich im Bezirk Schärding  im Innviertel mit 626 Einwohnern (Stand 1. Jänner 2024). Die Gemeinde liegt im Gerichtsbezirk Schärding.

## Geografie
Vichtenstein liegt auf 554 m Höhe im Innviertel. Die Ausdehnung beträgt von Nord nach Süd 3,6 km, von West nach Ost 5,9 km.  Die Gesamtfläche beträgt 10,6 km². 60,4 % der Fläche sind bewaldet, 29,2 % der Fläche sind landwirtschaftlich genutzt.
Vichtenstein liegt hoch über der Donau. Der Hausberg von Vichtenstein, der 895 m hohe Haugstein, ist die höchste Erhebung des Sauwaldes und lockt im Winter und im Sommer viele Besucher an. Das Mautdorf Kasten liegt direkt an der Donau im Staubereich des Kraftwerkes Jochenstein.
Eine Infotafel neben der Donau gibt Auskunft über den langjährigen regen Betrieb der Flößerei. Bis zum Jahre 1937 wurden an dieser Stelle Flöße gebaut.

### Gemeindegliederung
Das Gemeindegebiet umfasst folgende drei Ortschaften (in Klammern Einwohnerzahl Stand 1. Jänner 2024):
- Kasten (183)
- Vichtenstein (413) samt Berg und Kothau
- Wenzelberg (30) samt Oberweinbrunn und Unterweinbrunn

Die Gemeinde besteht aus der Katastralgemeinde Vichtenstein.

### Nachbargemeinden
|            | Obernzell                                   | Untergriesbach |
| Esternberg | Kompassrose, die auf Nachbargemeinden zeigt | Engelhartszell |
|            | St. Roman                                   |                |

## Geschichte
In römischer Zeit gehörte das Gebiet um Vichtenstein südlich der Donau zur Provinz Noricum. In der Burg Vichtenstein hat sich ein römisches Relief erhalten, da es dort als Spolie eingemauert wurde.
Burg Vichtenstein wurde um das Jahr 1100 erbaut. Die Burg wurde als Verwaltungszentrum des Hochstifts Passau für den umliegenden erbuntertänigen Grundbesitz eingerichtet. Im 14. Jahrhundert wurde die Herrschaft mehrfach verpfändet, unter anderem kam sie in die Verwaltung der Grafen von Schaunberg. 1661 bis 1691 stand die Grundherrschaft Vichtenstein mit der Burg Vichtenstein unter der Verwaltung des Burggrafen des Bistums Passau Georg Franz Ebenhoch von Hocheneben. 1782 wurde der Landgerichtsbezirk Vichtenstein an das Kaiserreich Österreich abgetreten. Es folgte die kirchliche Eingliederung in das Bistum Linz. Während der Napoleonischen Kriege kurz unter bayerischer Verwaltung, gehört der Ort seit 1816 wieder zu Oberösterreich.
Nach dem Anschluss Österreichs an das Deutsche Reich am 13. März 1938 gehörte Vichtenstein zum Gau Oberdonau. Nach dem Mai 1945 und dem Ende des Zweiten Weltkriegs (1939–1945) erfolgte die Wiederherstellung des österreichischen Bundeslandes Oberösterreichs.

### Einwohnerentwicklung
1991 hatte die Gemeinde laut Volkszählung 726 Einwohner, 2001 dann 761 Einwohner. Die Zunahme erfolgte, da sowohl die Geburtenbilanz als auch die Wanderungsbilanz positiv waren. Von 2001 bis 2011 blieb die Geburtenbilanz positiv, es kam aber zu einer Abwanderung, sodass die Bevölkerungszahl auf 687 im Jahr 2011 zurückging.

## Kultur und Sehenswürdigkeiten
- Burg Vichtenstein: erbaut um 1100, seither ununterbrochen bewohnt und bewirtschaftet. Besichtigung nur von außen möglich.
- Pfarrkirche Vichtenstein: neugotisch; zweischiffige Halle mit achteckigen Pfeilern
- Filialkirche im Ortsteil Kasten: etwa vor 800 Jahren erbaut (um 1200), dem hl. Jakob gewidmet; im Kern frühgotisch, später barockisiert. Ein Bau mit flachtonnengewölbtem Langhaus und neubarocker Ausstattung. Sehenswert ist ein Kreuzigungsrelief aus rotem Marmor von 1548.

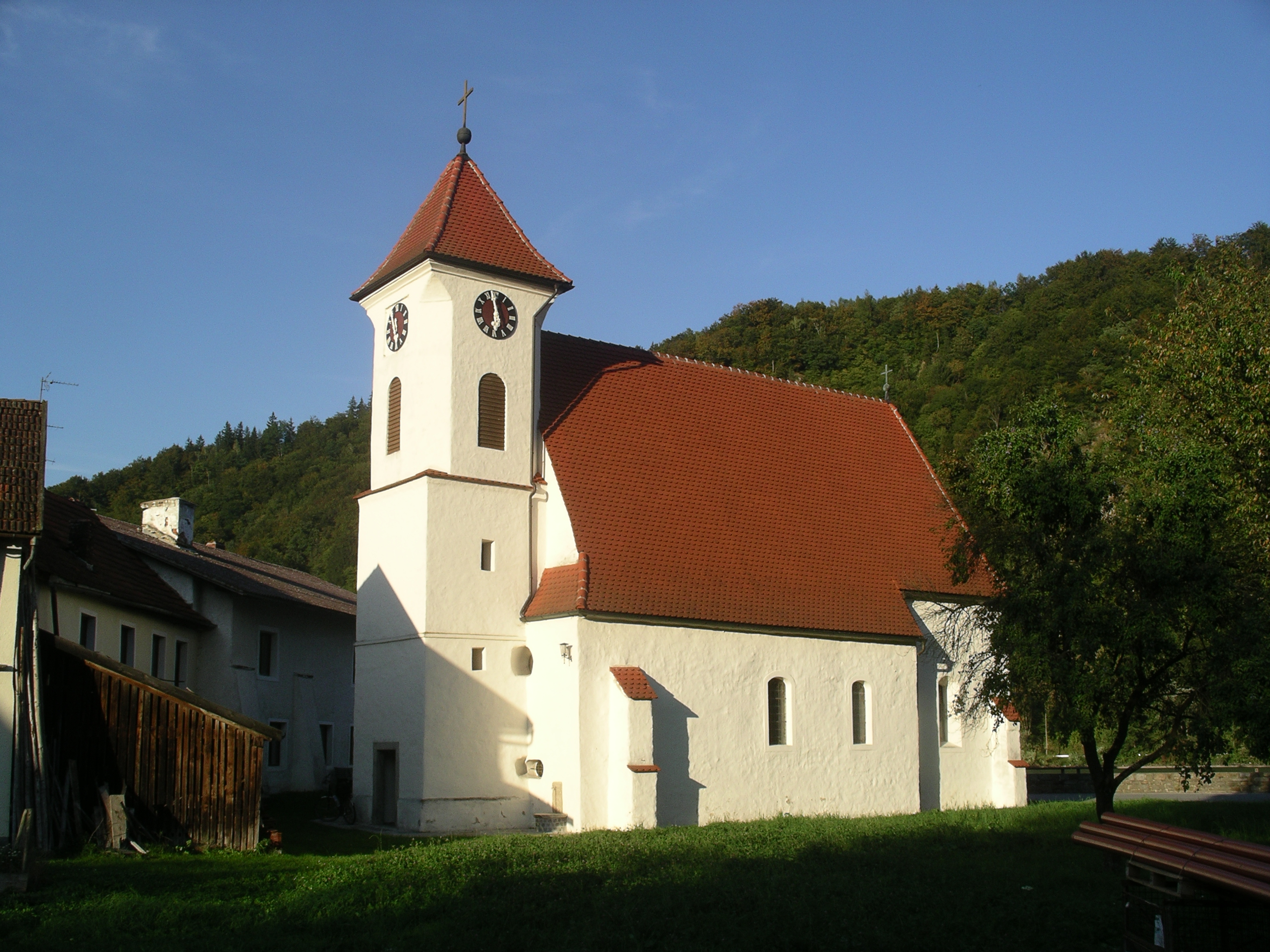
Die Filialkirche in Kasten von außen
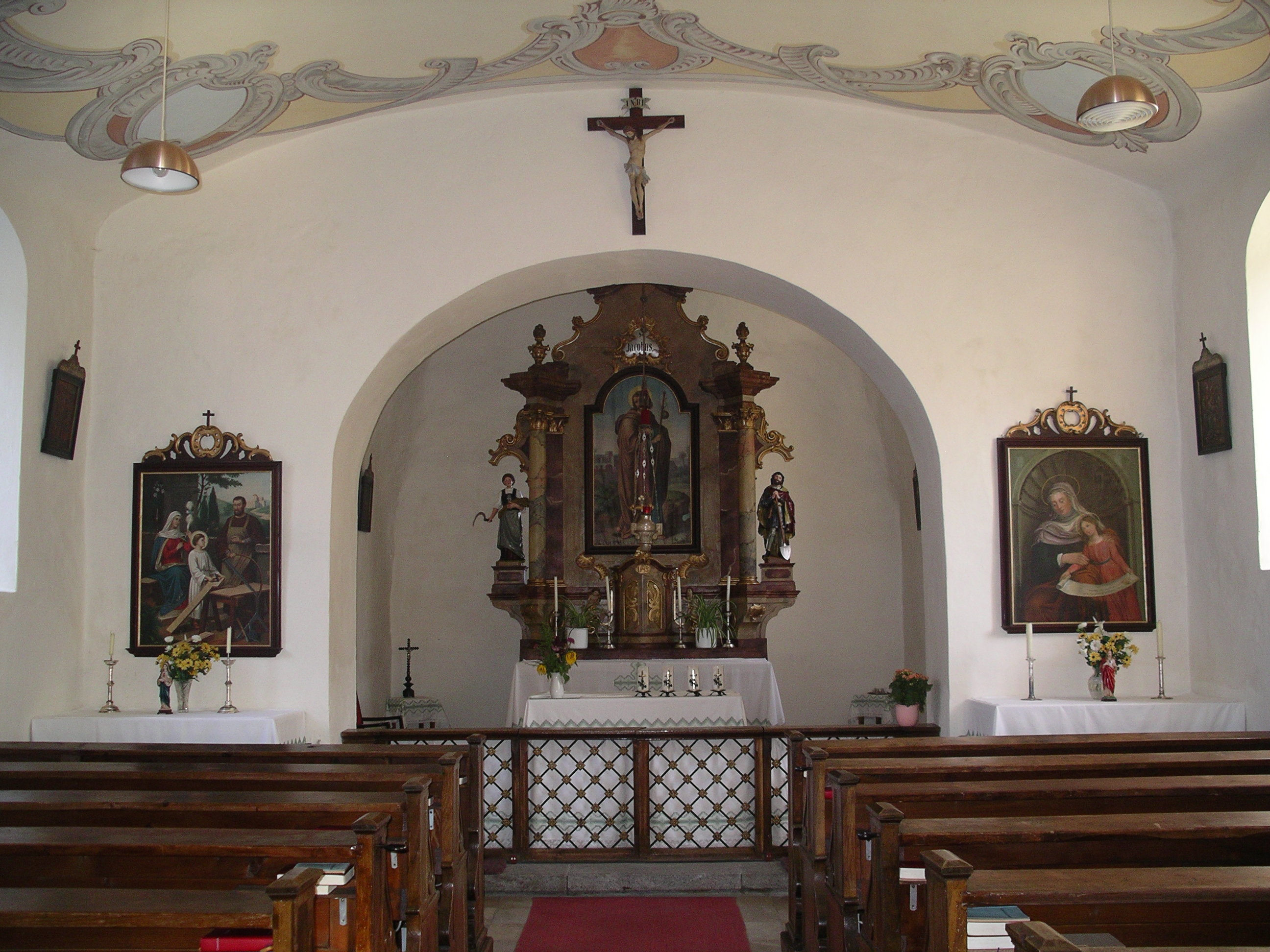
Innenansicht der Filialkirche in Kasten
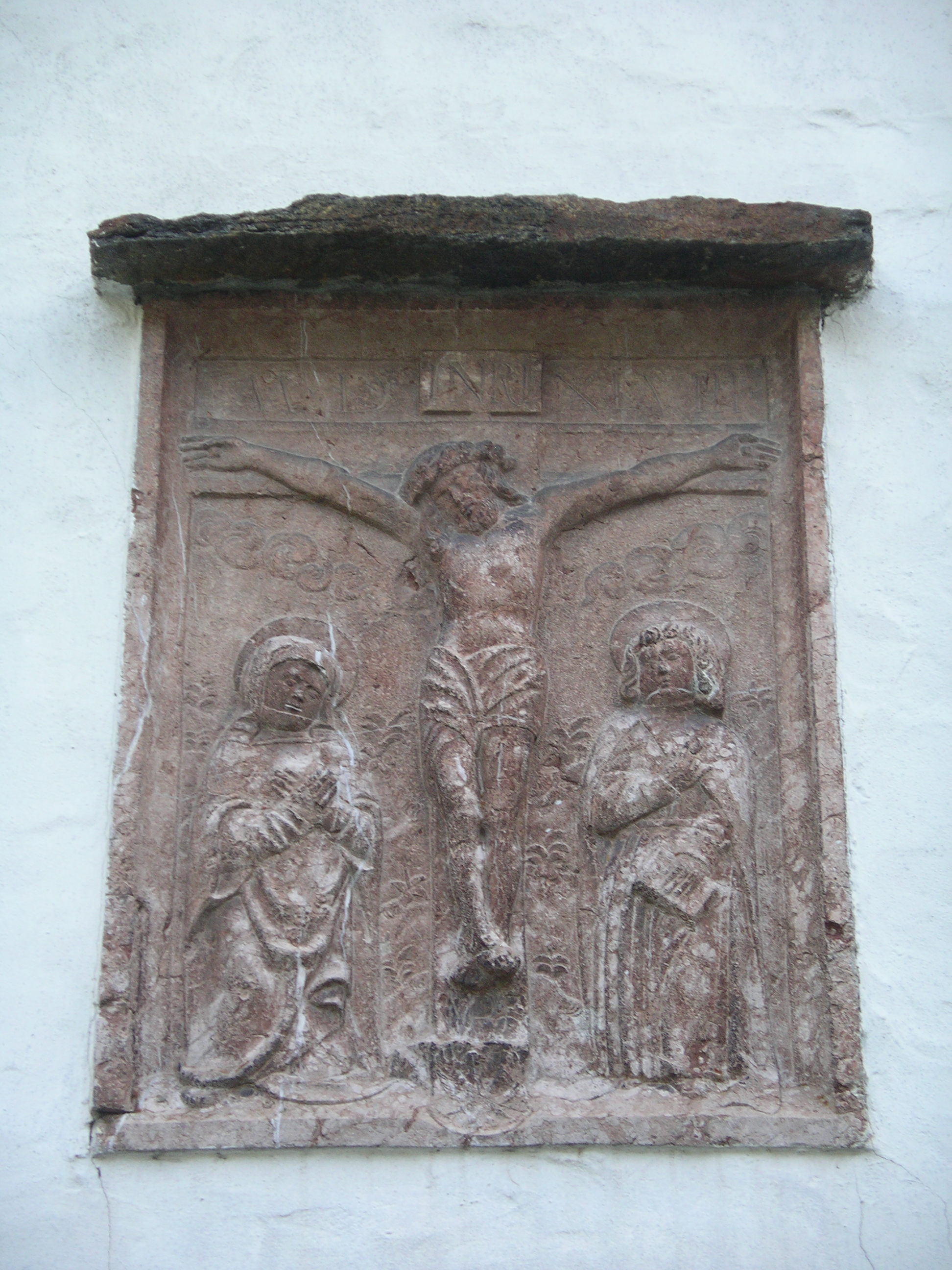
Kreuzigungsrelief, Filialkirche Kasten
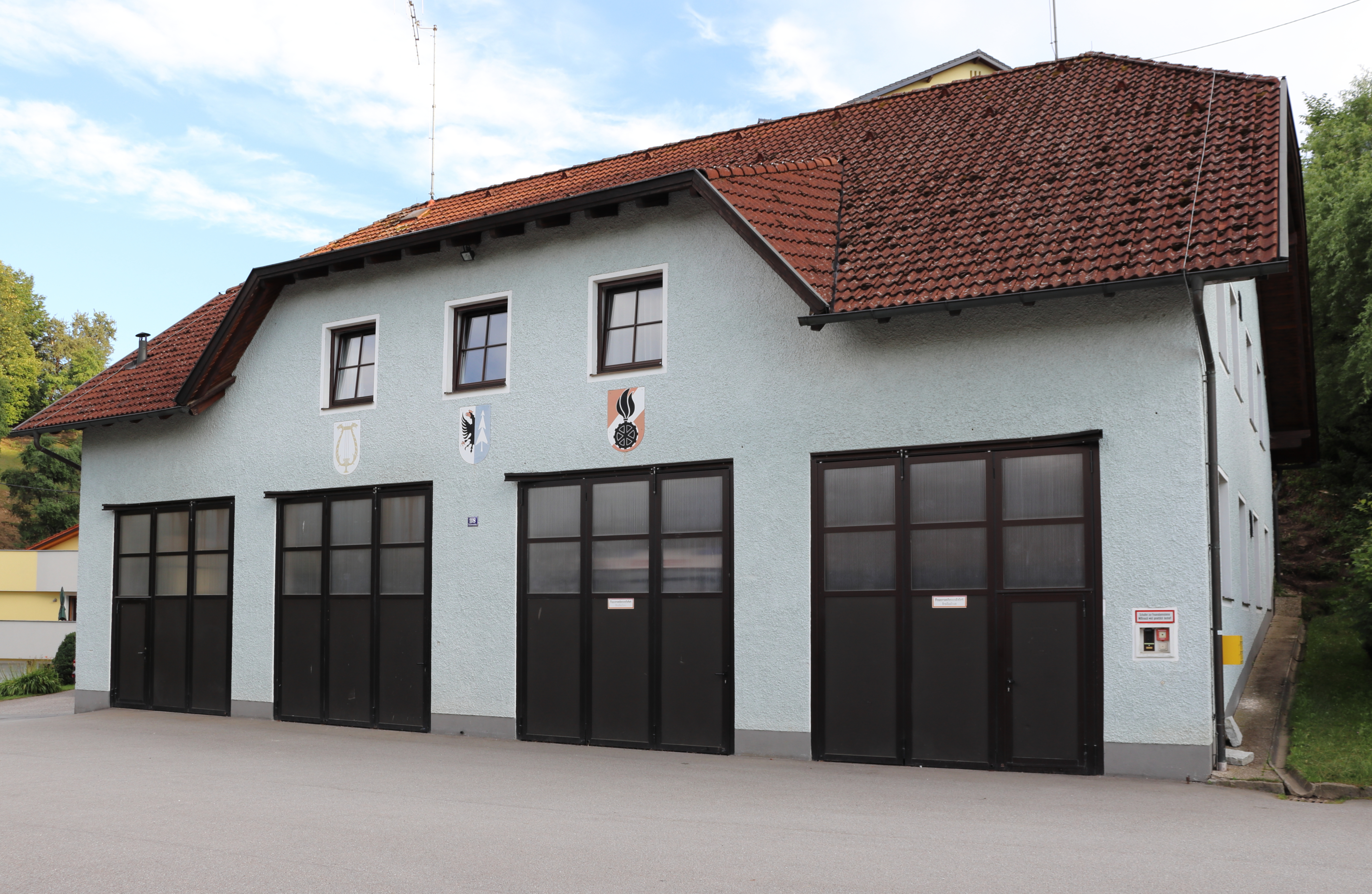
Feuerwehrhaus Vichtenstein

### Sport
- Haugstein: der Hausberg ist im Sommer Ziel von Wanderern
- Donau-Höhenwanderweg
- Radtouren: u. a. Donau-Radweg
- Campingplatz
- Bootshafen Kasten
- Das Skigebiet Haugstein wurde Anfang 2012 geschlossen.

## Politik

### Bürgermeister
- 2003–2020: Martin Friedl (ÖVP)[4][5]
- seit 2020: Andreas Moser (ÖVP)[5]

### Wappen
Blasonierung: Gespalten; rechts in Silber ein halber, schwarzer, rot bewehrter und gekrönter Adler am Spalt, links in Blau eine silberne Fichte. Die Gemeindefarben sind  Blau-Weiß.

## Persönlichkeiten

### Ehrenbürger
- Franz Schmid († 2021), Bürgermeister von Vichtenstein 1973–2003[7]

### Söhne und Töchter der Gemeinde
- August Scheindler (1851–1931), geboren in Kasten. Landesschulinspektor von Wien, 1916 durch Kaiser Franz Joseph I. als Edler von Scheindler in den Adelsstand erhoben, gestorben und begraben in Mürzzuschlag.[8][9]
- Franz Falter (1931–2014), Organist
- Fritz Lichtenauer (* 1946), Journalist, Publizist, Schriftsteller und Grafiker

## Sonstiges
Ein Eisbrecher der Donaukraftwerk Jochenstein AG mit 400 PS Motorleistung und Unwuchtanlage, die das Schiff stampfen lässt, 1955 eingesetzt als Eisbrecher in der Donau beim Kraftwerk Jochenstein, hieß (oder heißt) Vichtenstein.